# 미셸 윌리엄스 (배우)
미셸 잉그리드 윌리엄스(영어: Michelle Ingrid Williams, 1980년 9월 9일 ~ )는 미국의 배우이다. 윌리엄스는 1990년대 초 텔레비전의 게스트 출연으로 그의 경력을 시작한 후, 1998년부터 2003년까지 WB 텔레비전 청소년 드라마 《도슨의 청춘 일기》에서 젠 린들리 역할로 출연했다. 이후, 그는 《할로윈 7 - H2O》(1998), 《딕》(1999), 《프로작 네이션》 (2001)등에 출연했고, 2000년대부터 윌리엄스는 그가 중요한 평가를 받게 된 시점으로 주로 독립에 관한 영화에 출연하였다. 또한 그녀는 《브로크백 마운틴》(2007)에서는 에니스 델마의 아내 역할을 연기해 미국 아카데미상에서 여우조연상에 후보 지명되었다. 이후 윌리엄스는 《아임 낫 데어》(2007), 《시네도키, 뉴욕》 (2008)와 《셔터 아일랜드》 (2010) 등에 출연했다. 2008년에는 《웬디와 루시》가 호평을 받았고, 라이언 고슬링과 공연한 《블루 발렌타인》(2010)으로 미국 아카데미상에서 여우주연상에 후보 지명되었다. 《베놈》(2018)에서는 앤 왜잉 역을 맡기도 하였다.
윌리엄스는 《마릴린 먼로와 함께한 일주일》(2011)로 미국 아카데미상에 세 번째 후보 지명되었고, 골든글로브상 영화 뮤지컬/코미디 부문에서 여우주연상을 수상했다.

## 젊은 시절

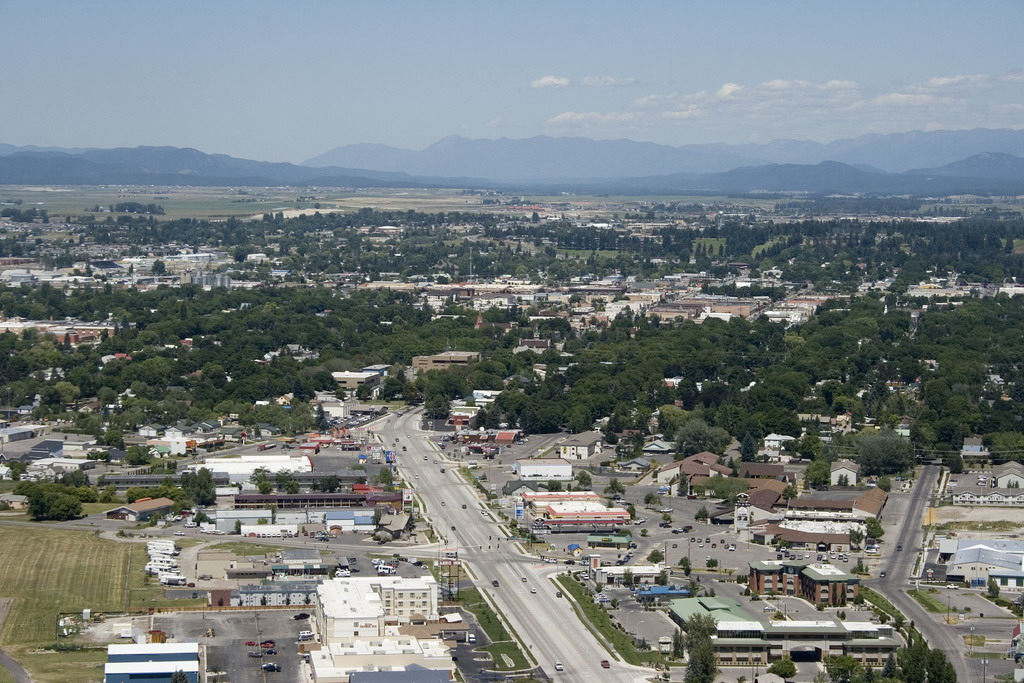
윌리엄스가 태어난 몬태나의 칼리스펠

윌리엄스는 1980년 9월 9일에 미국 몬태나주 칼리스펠에서 가정 주부 칼라 잉그리드 스웬슨과 상점의 상인이자 작가인 래리 리처드 윌리엄스의 딸로 태어났다. 그는 두 번이나 공화당의 미국 상원 후보였다.
윌리엄스는 노르웨이인, 잉글랜드인, 독일인, 스웨덴인, 덴마크인, 스위스인, 스코틀랜드인, 웨일스인의 조상의 후손이다. 그가 만 9세때 그의 가족은 캘리포니아주, 샌디에이고로 이동했고, 윌리엄스는 어린 나이에 연기에 흥미를 느끼게 되었다.

## 사생활

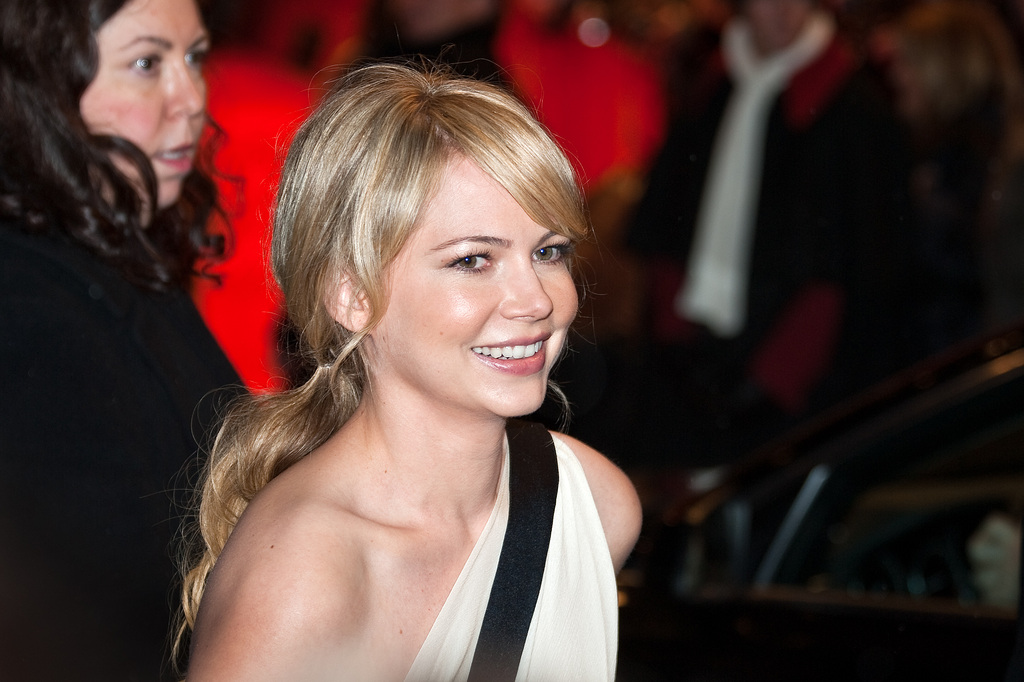
제60회 베를린 국제 영화제에서 열린 《셔터 아일랜드》 시사회에서 윌리엄스.

중요한 언론의 관심에도 불구하고 윌리엄스는 개인적인 삶에 대해 드러내지 않는다.
윌리엄스는 2004년 오스트레일리아의 배우 히스 레저와 영화의 세트장에 만난 뒤, 3년 후에 《브로크백 마운틴》에서 공연을 하게 되면서 데이트를 시작했다. 2005년 4월에 두 사람은 약혼한지 얼마 안돼 윌리엄스가 레저의 아이를 임신 한 것이 언론에 보도 되었고, 2005년 10월 28일 윌리엄스는 딸 머틸다 로즈 레저를 출산했다. 두 사람에게 아이가 태어난 이후에 윌리엄스와 레저는 브루클린에 살았고, 2007년 9월, 두 사람은 3년 만에 관계를 끝냈다. 2008년 1월, 레저의 갑작스러운 죽음으로 그의 딸은 미디어의 과도한 관심을 받으며 자주 파파라치에 노출되었다. 거기에 불안을 느낀 윌리엄스는 거의 2009년 말까지 되도록 아이가 노출되는 것을 막았다.
2018년 7월 26일, 잡지 〈배너티 페어〉에 따르면 윌리엄스는 뮤지션 필 엘버럼과 비밀 의식으로 결혼식을 올렸다.

## 출연 작품

### 영화
| 년도 | 제목                                                    | 역할              | 참고 |
| ---- | ------------------------------------------------------- | ----------------- | ---- |
| 1994 | 영원한 친구 래시 Lassie                                 | 에이프릴 포스터   |      |
| 1995 | 타임마스터 Timemaster                                   | 애니              |      |
| 1995 | 스피시즈 Species                                        | 어린 실           |      |
| 1997 | 천 에이커 A Thousand Acres                              | 패미              |      |
| 1998 | 할로윈 7 - H2O Halloween H20: 20 Years Later            | 몰리 카트웰       |      |
| 1999 | 딕 Dick                                                 | 알린 로렌조       |      |
| 1999 | 하지만 난 치어리더예요 But I'm a Cheerleader            | 킴벌리            |      |
| 2001 | 홀리와 마리나 Me Without You                            | 홀리              |      |
| 2001 | 프로작 네이션 Prozac Nation                             | 루비              |      |
| 2003 | 유나이티드 스테이츠 오브 리랜드 United States of Leland | 줄리 폴란드       |      |
| 2003 | 스테이션 에이전트 The Station Agent                     | 에밀리            |      |
| 2004 | 랜드 오브 플렌티 Land of Plenty                         | 래나              |      |
| 2004 | 가공의 영웅 Imaginary Heroes                            | 페니 트래비스     |      |
| 2005 | 홀 인 원 A Hole in One                                  | 애나 왓슨         |      |
| 2005 | 백스터 The Baxter                                       | 세실 밀스         |      |
| 2005 | 브로크백 마운틴 Brokeback Mountain                      | 알마 비어스 델마  |      |
| 2006 | 매는 죽어간다 The Hawk Is Dying                         | 베티              |      |
| 2006 | 이토록 뜨거운 순간 The Hottest State                    | 서맨사            |      |
| 2007 | 아임 낫 데어 I'm Not There                              | 코코 리빙턴       |      |
| 2008 | 더 클럽 Deception                                       | S                 |      |
| 2008 | 인센디어리 Incendiary                                   | 어린 엄마         |      |
| 2008 | 시네토키, 뉴욕 Synecdoche, New York                     | 클레어            |      |
| 2008 | 웬디와 루시 Wendy and Lucy                              | 웬디 캐롤         |      |
| 2009 | 맘모스 Mammoth                                          | 엘렌 비다레스     |      |
| 2010 | 블루 발렌타인 Blue Valentine                            | 신디 헬러         |      |
| 2010 | 셔터 아일랜드 Shutter Island                            | 돌로리스 샤넬     |      |
| 2011 | 믹의 지름길 Meek's Cutoff                               | 에밀리 테더로     |      |
| 2011 | 마릴린 먼로와 함께한 일주일 My Week with Marilyn        | 마릴린 먼로       |      |
| 2012 | 우리도 사랑일까 Take This Waltz                         | 마고              |      |
| 2013 | 오즈 그레이트 앤드 파워풀 Oz the Great and Powerful     | 애니 / 글린다     |      |
| 2015 | 스윗 프랑세즈 Suite française                           | 루실 안젤라이어   |      |
| 2016 | 맨체스터 바이 더 씨 Manchester by the Sea               | 랜디              |      |
| 2016 | 어떤 여자들 Certain Women                               | 지나 루이스       |      |
| 2017 | 원더스트럭 Wonderstruck                                 | 일레인            |      |
| 2017 | 위대한 쇼맨 The Greatest Showman                        | 체리티 바넘       |      |
| 2017 | 올 더 머니 All the Money in the World                   | 게일 해리스       |      |
| 2018 | 아이 필 프리티 I Feel Pretty                            | 에이버리 레클레어 |      |
| 2018 | 베놈 Venom                                              | 앤 웨잉           |      |
| 2018 | 리오 Rio                                                |                   |      |
| 2019 | 애프터 웨딩 인 뉴욕 After the Wedding                   | 이사벨            |      |
| 2021 | 베놈 2: 렛 데어 비 카니지 Venom: Let There Be Carnage   | 앤 웨잉           |      |
| 2022 | 쇼잉 업 Showing Up                                      | 리지              |      |
| 2022 | 파벨만스 The Fabelmans                                  | 미치 파벨만       |      |

### 텔레비전
| 년도      | 제목                                     | 역할             | 참고                                   |
| --------- | ---------------------------------------- | ---------------- | -------------------------------------- |
| 1993      | SOS 해상 구조대 Baywatch                 | 브리짓 바워스    | 에피소드: "Race Against Times: Part 1" |
| 1994      | Step by Step                             | J.J.             | 에피소드: "Something Wild"             |
| 1995      | 아빠 뭐하세요 Home Improvement           | 제시카 루츠      | 에피소드: "Wilson's Girlfriend"        |
| 1996      | 마이 선 이즈 이노센트 My Son Is Innocent | 도나             | TV 영화                                |
| 1997      | 킬링 미스터 그리핀 Killing Mr. Griffin   | 마야             | TV 영화                                |
| 1998–2003 | 도슨의 청춘일기 Dawson's Creek           | 젠 린들리        | 주연; 118 에피소드                     |
| 2000      | 더 월 2 If These Walls Could Talk 2      | 린다             |                                        |
| 2013      | 커트니 콕스의 러브 앤 프렌즈 Cougar Town | 로리의 입양 자매 | 에피소드: "Blue Sunday"                |
| 2025      | 다잉 포 섹스 dying for sex               | 몰리             |                                        |

### 연극·뮤지컬
| 년도 | 제목                         | 역할        | 참고                                                         |
| ---- | ---------------------------- | ----------- | ------------------------------------------------------------ |
| 1999 | 킬러 조 Killer Joe           | 도티        | 1999년 4월 20일~6월 13일, 소호 플레이하우스 공연             |
| 2002 | 스멜링 어 랫 Smelling a Rat  | 멜라니-제인 | 2002년 5월 7일~6월 16일, 사무엘 베케트 극장 공연             |
| 2004 | 벗꽃 동산 The Cherry Orchard | 바랴        | 2004년 8월 11일, 윌리엄스타운 극장 페스티벌 공연             |
| 2014 | 캬바레 Cabaret               | 샐리 볼스   | 2014년 5월 11일~11월 9일, 스튜디오 54 공연 (브로드웨이 데뷔) |
| 2016 | 블랙버드 Blackbird           | 우나        | 2016년 3월 10일~6월 11일, 벨라스코 씨어터 (브로드웨이)       |

## 음반 목록
| 사운드트랙           | 년도 | 곡 (노래)                                              | 레이블          | Ref.   |
| -------------------- | ---- | ------------------------------------------------------ | --------------- | ------ |
| My Week with Marilyn | 2011 | "When Love Goes Wrong, Nothin' Goes Right / Heat Wave" | 소니 뮤직       | [ 19 ] |
| My Week with Marilyn | 2011 | "It's a Wrap, I Found a Dream"                         | 소니 뮤직       | [ 19 ] |
| My Week with Marilyn | 2011 | "That Old Black Magic"                                 | 소니 뮤직       | [ 19 ] |
| The Greatest Showman | 2017 | "A Million Dreams"                                     | 애틀랜틱 레코드 | [ 20 ] |
| The Greatest Showman | 2017 | "Tightrope"                                            | 애틀랜틱 레코드 | [ 20 ] |